# Holt McCallany
Holt McCallany   (Nova York, 3 de setembre de 1963) nascut Holt Quinn és un actor, guionista i productor de cinema i televisió nord-americà.

## Biografia
Vida i èxits
Holt McCallany és fill de l'actriu i cantant Julie Wilson, el seu pare era l'actor i productor Michael McAloney (mort el 16 de maig de 2000 a Nova Jersey). McCallany va créixer a Nebraska. Va assistir a l'escola a Irlanda i més tard va prendre classes d'interpretació a París. McCallany va fer el seu debut a l'obra Biloxi Blues.
McCallany va interpretar el seu primer paper cinematogràfic l'any 1987 a la pel·lícula de terror Creepshow 2. A la pel·lícula d'acció The Peacemaker va aparèixer al costat de George Clooney i Nicole Kidman. El 2001, va interpretar el paper d'Henri Brulé, un excondemnat que sedueix la seva oficial de llibertat condicional Jenny Capitanas (Jennifer Beals) al thriller Next Track. El 2002 va tenir un paper més important a la pel·lícula de terror Below.
Va interpretar el paper del detectiu John Hagen a la sèrie de televisió CSI: Miami del 2003 al 2005. Després va tenir aparicions com a convidat a diverses sèries de televisió com Law & Order: Special Victims Unit, Herois i CSI: Crime Scene Investigation. Va interpretar un dels papers principals de la sèrie Mindhunter.

## Filmografia (selecció)
| - 1987: Creepshow 2 - 1989: Die Verdammten des Krieges (Víctimes de guerra) - 1992: Alien 3 - 1997: Projekt: Peacemaker (El pacificador) - 1999: Fight Club - 1999: Three Kings – Es ist schön König zu sein (Tres Reis) - 2000: Men of Honor - 2001: Neben der Spur (Fora de línia) - 2002: Below - 2003–2005: CSI: Miami (sèries de televisió) - 2005: Monk (sèries de televisió, 1 seqüència) - 2006: Alpha Dog – Tödliche Freundschaften (Alpha Dog) - 2007: Criminal Minds (sèries de televisió) - 2007: Criminal Intent (sèries de televisió) - 2007: Rise: Blood Hunter (Pujar) - 2007: Heroes (sèries de televisió) - 2008: 8 Blickwinkel (Punt d'avantatge) - 2009: A Perfect Getaway - 2010: The Losers - 2011: Lights Out (sèries de televisió, 13 Episodis) - 2012: Hijacked - 2012: Shootout – Keine Gnade (Una bala al cap) | - 2013: Gangster Squad - 2013: Crush - 2013: Golden Boy (sèries de televisió, 13 Episodis) - 2014: The Ganzfeld Haunting - 2014–2015: Blue Bloods – Crime Scene New York (Blue Bloods, sèries de televisió, 5 Episodis) - 2015: Run All Night - 2015: Blackhat - 2015: The Perfect Guy - 2015: Erschütternde Wahrheit (Concussion) - 2016: Sully - 2016: Jack Reacher: Kein Weg zurück (Jack Reacher: Never Go Back) - 2016: Monster Trucks - 2017: Shot Caller - 2017: Justice League - 2017–2019: Mindhunter (sèries de televisió) - 2018: Beyond White Space – Dunkle Gefahr (Més enllà de l'espai en blanc) - 2020: Greenland - 2021: Cash Truck (La ira de l'home) - 2021: The Ice Road - 2021: Nightmare Alley - 2023: Foundation (sèries de televisió) - 2023: The Iron Claw |